# Robynsia glabrata
Robynsia glabrata là một loài thực vật thuộc họ Rubiaceae. Loài này có ở Bờ Biển Ngà, Ghana, và Nigeria. Chúng hiện đang bị đe dọa vì mất môi trường sống.